# Sommer-Paralympics 2016/Teilnehmer (Mazedonien)
| stlisierte Goldmedaille | stlisierte Silbermedaille | stlisierte Bronzemedaille |
| ----------------------- | ------------------------- | ------------------------- |
| —                       | —                         | —                         |

Mazedonien entsendete zu den Paralympischen Sommerspielen 2016 in Rio de Janeiro zwei Athleten, einen Mann und eine Frau.

## Teilnehmer nach Sportart

### Schießen
Frauen:
- Olivera Nakovska-Bikova (10, 25 und 50 Meter Pistole SH1) – Platz 7 / Vorrunde / Platz 4

Männer:
- Vanco Karanfilov (10, 25 und 50 Meter Pistole SH1) – jeweils in der Vorrunde ausgeschieden